# Швіндегг
Швіндегг (нім. Schwindegg) — громада в Німеччині, розташована в землі Баварія. Підпорядковується адміністративному округу Верхня Баварія. Входить до складу району Мюльдорф.
Площа — 20,00 км2. Населення становить 3627 ос. (станом на 31 грудня 2020).